# Glenham
Glenham est une municipalité américaine située dans le comté de Walworth, dans l'État du Dakota du Sud. Selon le recensement de 2010, elle compte 105 habitants. La municipalité s'étend sur 0,33 milles carrés (0,85 km2).
Glenham est fondée en 1900, grâce à de nombreux bâtiments de villes voisines (aujourd'hui des villes fantômes). Elle doit son nom à sa situation dans un vallon (glen en anglais).

## Démographie
| 1910 | 1920 | 1930 | 1940 | 1950 | 1960 |
| ---- | ---- | ---- | ---- | ---- | ---- |
| 182  | 135  | 187  | 131  | 168  | 171  |

| 1970 | 1980 | 1990 | 2000 | 2010 | - |
| ---- | ---- | ---- | ---- | ---- | - |
| 178  | 169  | 134  | 139  | 105  | - |